# 戈登·彭尼庫克
戈登·羅伯特·彭尼庫克是一名加拿大心理學家，現任康乃爾大學副教授。他也是里賈納大學希爾商學院和萊文商學院行為科學的兼任教授。2020年，他獲選為加拿大皇家學會新學者、藝術家和科學家學院成員。

## 早年生活和教育
彭尼庫克出生於薩斯喀徹溫省卡羅特河。他在薩斯喀徹溫大學獲得文學學士學位，之後進入滑鐵盧大學攻讀碩士和博士學位。在滑鐵盧大學，彭尼庫克與人合著了《論偽事實廢話的接收與檢測》（On the Reception and Detection of Pseudo-Profound Bullshit）一書，該書獲得2016年搞笑諾貝爾獎和平獎。畢業時，他獲得加拿大總督頒發的學生傑出學術成就金獎，並接受耶魯大學社會科學與人文研究理事會班廷博士後獎學金。作為博士後，彭尼庫克對假新聞產生濃厚的興趣，並對在社交媒體上分享錯誤訊息的人進行研究。

## 職業生涯
博士後研究結束後，彭尼庫克成為里賈納大學希爾商學院和萊文商學院行為科學助理教授。2018年，他獲得邁阿密基金會的研究基金，研究人們為何會被假新聞和超黨派新聞所迷惑。他也編輯了《認知心理學中的新反思主義：為什麼理性很重要》（The New Reflectionism in Cognitive Psychology: Why Reason Matters）一書，並寫了五章著作。由於其學術成就，彭尼庫克獲得加拿大大腦、行為和認知科學學會（CSBBCS）頒發的文森特·迪羅洛早期職業獎（Vincent Di Lollo Early Career Award）。同年，彭尼庫克獲選為加拿大皇家學會新學者、藝術家和科學家學院成員。

## 外部連結
- 由Google学术搜索索引的戈登·彭尼庫克出版物